# Discografia degli Halestorm
Questa voce contiene l'intera discografia della band hard rock statunitense Halestorm.

## Album

### Album in studio
| Album                                                                               | Posizione massima | Posizione massima | Posizione massima | Posizione massima | Posizione massima | Posizione massima | Posizione massima | Posizione massima | Posizione massima | Posizione massima | Posizione massima | Posizione massima |
| Album                                                                               | [ 1 ]             | (Fiandre)         | (Vallonia)        | [ 4 ]             | [ 3 ]             | [ 3 ] [ 5 ]       | [ 3 ] [ 6 ]       | [ 3 ] [ 7 ]       | [ 8 ]             | [ 9 ]             | [ 3 ] [ 10 ]      | [ 3 ] [ 11 ]      |
| ----------------------------------------------------------------------------------- | ----------------- | ----------------- | ----------------- | ----------------- | ----------------- | ----------------- | ----------------- | ----------------- | ----------------- | ----------------- | ----------------- | ----------------- |
| Halestorm - Pubblicazione: 28 aprile 2009 - Etichetta: Atlantic Records             | —                 | —                 | —                 | —                 | —                 | —                 | —                 | —                 | —                 | 40                | —                 | —                 |
| The Strange Case Of... - Pubblicazione: 9 aprile 2012 - Etichetta: Atlantic Records | —                 | —                 | —                 | —                 | —                 | —                 | —                 | —                 | 49                | 15                | —                 | —                 |
| Into the Wild Life - Pubblicazione: 3 aprile 2015 - Etichetta: Atlantic Records     | 33                | 73                | 149               | 7                 | 24                | 81                | 59                | 28                | —                 | 5                 | 50                | 20                |
| Vicious - Pubblicazione: 27 luglio 2018 - Etichetta: Atlantic Records               | 34                | 26                | 88                | —                 | 27                | —                 | 53                | 32                | 8                 | 8                 | —                 | 10                |
| Back From the Dead - Pubblicazione: 6 maggio 2022 - Etichetta: Atlantic Records     | 24                | 58                | 166               | 42                | 13                | —                 | —                 | 29                | 9                 | 36                | —                 | 12                |

### Extended play
- 1999 – (Don't Mess with the) Time Man
- 2001 – Breaking the Silence
- 2006 – One and Done (Live) EP
- 2011 – Reanimate: The Covers EP
- 2012 – Hello, It's Mz. Hyde
- 2012 – In the Live Room
- 2013 – Reanimate 2.0: The Covers EP
- 2017 – Reanimate 3.0: The Covers EP
- 2020 – Vicious (Stripped)
- 2020 – Reimagined

### Demo
- 2003 – Halestorm

### Album dal vivo
- 2010 – Live in Philly 2010

## Singoli
| Anno | Titolo                   | Posizione massima | Posizione massima | Posizione massima | Posizione massima | Posizione massima | Posizione massima | Album                  |
| Anno | Titolo                   | Mainstream        | Alternative       | Rock              | Airplay           | Heatseekers       | Rock Digital      | Album                  |
| ---- | ------------------------ | ----------------- | ----------------- | ----------------- | ----------------- | ----------------- | ----------------- | ---------------------- |
| 2009 | I Get Off                | 6                 | 36                | 17                | —                 | 50                | —                 | Halestorm              |
| 2009 | It's Not You             | 8                 | —                 | 24                | —                 | —                 | —                 | Halestorm              |
| 2010 | Familiar Taste of Poison | 36                | —                 | —                 | —                 | —                 | —                 | Halestorm              |
| 2010 | Bet U Wish U Had Me Back | 33                | —                 | —                 | —                 | —                 | —                 | Halestorm              |
| 2012 | Love Bites (So Do I)     | 2                 | —                 | 16                | —                 | —                 | —                 | The Strange Case Of... |
| 2012 | I Miss the Misery        | 2                 | —                 | 19                | 16                | —                 | 46                | The Strange Case Of... |
| 2013 | Freak like Me            | 1                 | —                 | 48                | 17                | —                 | —                 | The Strange Case Of... |
| 2013 | Here's to Us             | 15                | —                 | 47                | 37                | —                 | 21                | The Strange Case Of... |
| 2013 | Mz. Hyde                 | 15                | —                 | —                 | —                 | —                 | —                 | The Strange Case Of... |
| 2015 | Apocalyptic              | 1                 | —                 | —                 | 18                | —                 | —                 | Into the Wild Life     |
| 2015 | Amen                     | 1                 | —                 | —                 | 19                | —                 | —                 | Into the Wild Life     |
| 2015 | I Am the Fire            | 8                 | —                 | —                 | —                 | —                 | —                 | Into the Wild Life     |
| 2016 | Mayhem                   | —                 | —                 | —                 | —                 | —                 | —                 | Into the Wild Life     |

## Videografia

### Album video
- 2010 – Live in Philly 2010

### Video musicali
- I Get Off
- It's Not You
- Love/Hate Heartbreak
- Familiar Taste of Poison
- Love Bites (So Do I)
- I Miss The Misery
- Freak like Me
- Here's to Us
- Mz. Hyde
- Apocalyptic
- Amen
- Dear Daughter (Lyric Video)
- I Am the Fire
- Mayhem
- Dear Daughter